# Turtle Island Quartet
Das Turtle Island Quartet (bis 2007: Turtle Island String Quartet) ist ein Streichquartett, das wegen seiner Improvisationsfähigkeiten und seines Repertoires auch im Jazz als Ensemble anerkannt ist. Das 1985 gegründete, im Raum San Francisco beheimatete Quartett hat mehrere Umbesetzungen hinter sich und mit Musikern wie Paquito D’Rivera und Kenny Barron zusammengearbeitet.
Es wurde für seine Produktionen 2005 und 2007 mit einem Grammy ausgezeichnet.

## Diskografie
- Turtle Island String Quartet – 1988 Windham Hill Records
- Metropolis – 1989 Windham Hill
- Skylife – 1990 Windham Hill
- A Shock to the System – 1990 Windham Hill
- On the Town – 1991 Windham Hill
- Spider Dreams – 1992 Windham Hill
- Who Do We Think We Are? – 1994 Windham Hill
- By the Fireside – 1995 Windham Hill
- Caíto Marcondes & Turtle Island String Quartet Porta do Templo - (rec. 1995) 1997 Pau Brasil/ACT
- The Hamburg Concert – (rec. 1997) 2001 CCn'C Records
- Art of the Groove – 2000 Koch
- Danzon – 2002 Koch
- A Night in Tunisia, A Week in Detroit – 2002 Chandos, mit dem Detroit Symphony Orchestra unter Neeme Järvi
- 4 + Four – 2005 Telarc, mit dem Ying Quartet
- A Love Supreme - The Legacy of John Coltrane – 2007 Telarc
- Have You Ever Been..?: The Music of Jimi Hendrix and David Balakrishnan – Telarc 2010
- Mike Marshall & the Turtle Island Quartet – Adventure/Burnside 2013
- Confetti Man – Azica 2014
- Bird’s Eye View – Azica, 2018[1]